# Белое море (земснаряд)
Белое море (земснаряд) – споруджений у 2018 році на замовлення російської компанії «Росморпорт» землесосний самовідвізний снаряд (trailing suction hopper dredger, TSHD). 

## Характеристики
Корабель, який належить до розробленого нідерландською компанією Damen проекту TSHD 2000, був споруджений нідерландською верф’ю Damen Shipyard Gorinchem. 
Земснаряд призначений для робіт на глибинах до 22 метрів, а для відвезення вибраного грунту використовується трюм об’ємом 2000 м3. 
Пересування здійснюється зі швидкістю до 12 вузлів.
Силова установка потужністю 3 МВт базується на двох двигунах Caterpillar 3512C.

## Завдання судна
Прийнятті судна в експлуатацію припало на серпень 2018-го, після чого воно виконало своє перше завдання із днопоглиблення на фарватері порту Сабетта, що створений в Обській губі для обслуговування заводу зі зрідження газу Ямал ЗПГ. Наприкінці жовтня «Белое море» прибуло до порту приписки Архангельськ та узялось за роботи в його акваторії.
Завдання в Сабетті з огляду на суворі кліматичні умови могли виконуватись лише у короткий проміжок в другій половині літа та осінню. Так, в 2019-му  «Белое море» (разом з однотипним земснарядом «Северная Двина») прибули до Сабетти 28 липня.
Робота в 2020-му у Обській губі була пов’язана із нетиповим проектом – спорудженням та засипанням траншеї під офшорну ділянку газопроводу Новопортівське – Ямбург-Тула. Далі «Белое море» та «Северная Двина» узялись за експлуатаційне днопоглиблення у порту Архангельску, а на зиму відправились з таким же завданням до Калінінграду.
Чергування кампаній на півночі та Балтиці стало типовим для земснаряду. Так, в травні 2021-го «Белое море» повернувся на північ та по липень виконував роботи в портах  Архангельськ і Онега, після чого рушив назад на Балтійське море для робіт в портах Усть-Луга та Санкт-Петербург.
В 2022-му земснаряд працював в усті Північної Двини з квітня, а в листопаді рушив для робіт в порту Калінінграда.